# Sera Azuma
Sera Azuma (n. 20 august 1999, Wakayama, Japonia) este o scrimeră japoneză, medaliată olimpică. A participat la două ediții ale Jocurilor Olimpice (2020, 2024) în care a câștigat o medalie de bronz.